# Claes Wang
Claes Wang, född Klas-Göran Wang 2 juli 1947 i Köping i Västmanland, är en svensk kompositör och musiker (trummor).
Wang har medverkat som studiomusiker på bland annat Turids album Tredje dagen (1975) och Selma, världserövrare (1977), Robert Brobergs Tolv sånger på amerikanska (1978) och Maritza Horns Lyssna till ditt hjärta (1988).
Utöver detta har han också komponerat musik till filmerna David och de magiska pärlorna (1988), Consuelo (1988), Hemligheten (1990) och De älskande i San Fernando (2001).

## Filmmusik
- 1988 – David och de magiska pärlorna
- 1988 – Consuelo
- 1990 – Hemligheten
- 2001 – De älskande i San Fernando

### Fotnoter
1. 1 2  ”Claes Wang”. Svensk Filmdatabas. http://sfi.se/sv/svensk-filmdatabas/Item/?type=PERSON&itemid=180466&ref=%2ftemplates%2fSwedishFilmSearchResult.aspx%3fid%3d1225%26epslanguage%3dsv%26searchword%3dclaes+wang%26type%3dPerson%26match%3dBegin%26page%3d1%26prom%3dFalse. Läst 28 januari 2013.
2. ↑  ”Claes Wang”. Svensk mediedatabas. http://smdb.kb.se/catalog/search?q=Claes+Wang+typ%3Afonogram&sort=OLDEST. Läst 28 januari 2013.